# ماهندراگر
ماهندراگر (به انگلیسی: Mahendragarh) یک منطقهٔ مسکونی در هند است که در بخش ماهندراگر واقع شده‌است. ماهندراگر ۲۹٬۱۲۸ نفر جمعیت دارد و ۲۶۲ متر بالاتر از سطح دریا واقع شده‌است.